# TRON Lightcycle Power Run
TRON Lightcycle Power Run (chinesisch: 创极速光轮) im Shanghai Disneyland Park (Shanghai, Volksrepublik China) und TRON Lightcycle / Run im Walt Disney World – Magic Kingdom (Lake Buena Vista, Florida, USA) sind zwei Stahlachterbahnen vom Modell Family Coaster des Herstellers Vekoma. Beiden Achterbahnen ist gemein, dass sie nach dem Film Tron: Legacy thematisiert sind.
TRON Lightcycle Power Run wurde am 16. Juni 2016 eröffnet, TRON Lightcycle / Run am 4. April 2023. Beide Strecken sind 966 m lang, wovon sich 756 m im Dunkeln befinden, und erreichen eine Höhe von 23,8 m.

## Züge

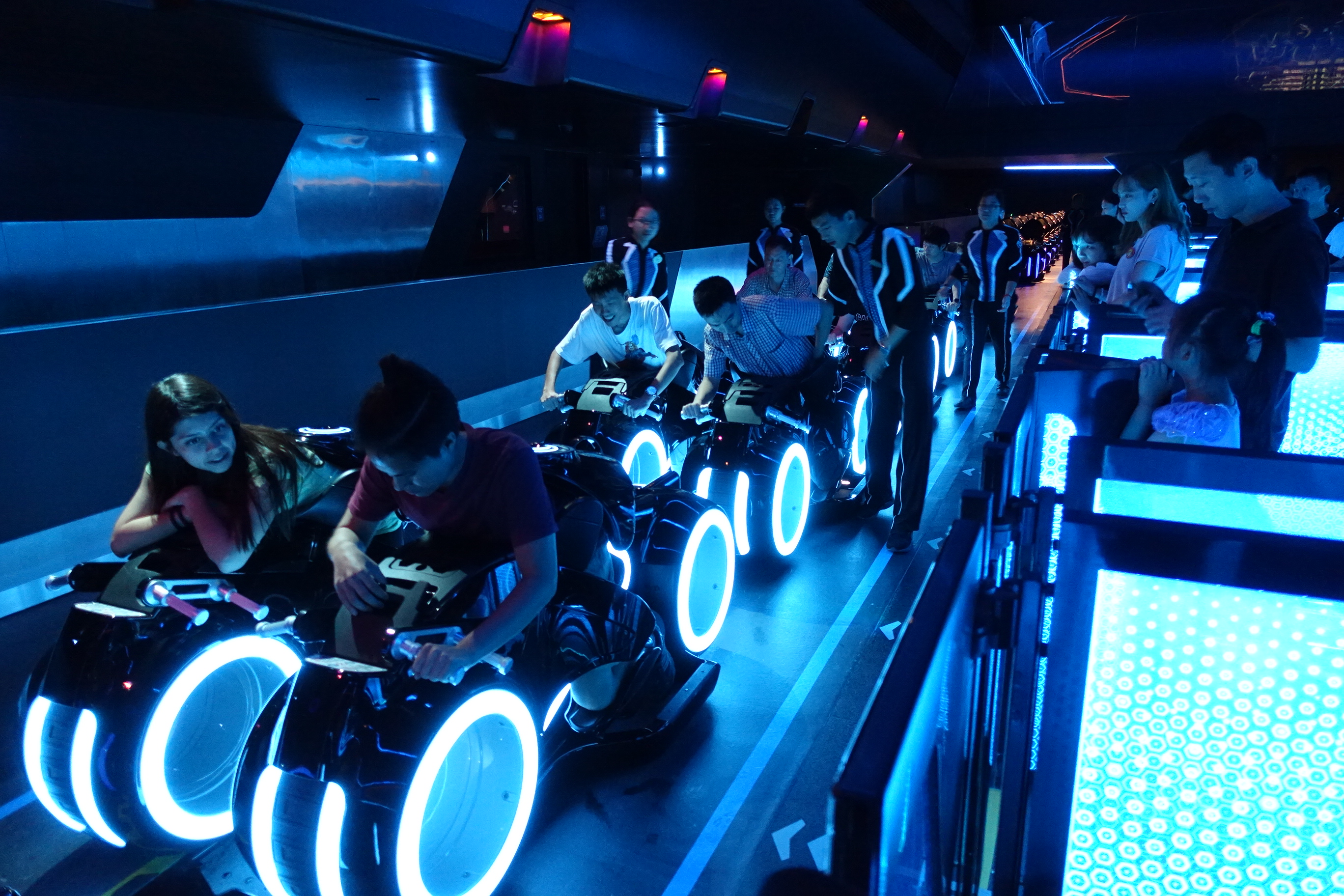
Ein Zug in der Station

TRON Lightcycle Power Run besitzt sieben Züge mit jeweils sieben Wagen. In jedem Wagen können zwei Personen (eine Reihe) Platz nehmen. Die meisten Plätze bieten eine Sitzposition, ähnlich von Motorrädern. Bei zwei Zügen hingegen gibt es in der jeweils letzten Reihe normale Sitze. Damit sollen auch Personen mitfahren können, die nicht auf den Motorrad-Plätzen fahren können.